# 모사사우루스과

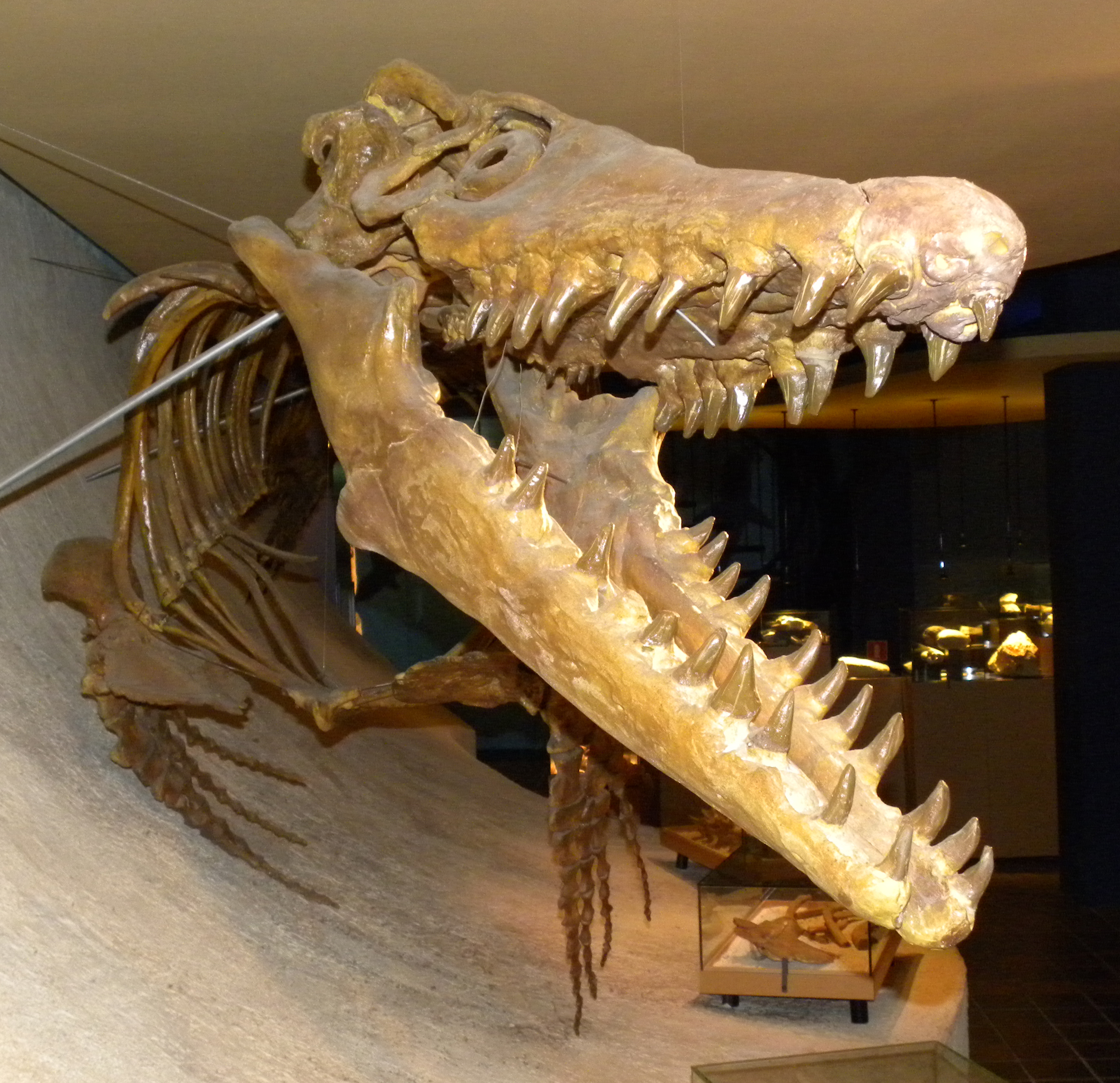

다음은 모사사우루스과에 속하는 생물들의 집합이다.

### 모사사우루스과
- 카르소사우루스
- 코멘사우루스
- 하아시아사우루스

### 모사사우루스아과
- 달라사우루스
- 클리다스테스
- 글로비덴스
- 프로그나토돈
- 모사사우루스
- 플로토사우루스
- 주청모사누스

### 할리사우루스아과
- 할리사우루스
- 에오나타토르
- 나노모사누스

### 테티사우루스아과
- 테티사우루스
- 판노니아사우루스

### 야구아라사우루스아과
- 야구아라사우루스
- 러셀로사우루스

### 플리오플라테카르푸스아과
- 플리오플라테카르푸스
- 플라테카르푸스
- 플레시오플라테카르푸스
- 엑테노사우루스
- 앙골라사우루스

### 틸로사우루스아과
- 틸로사우루스
- 타니와사우루스
- 하이노사우루스
- 카이카이필루